# 안국정
안국정(安國定, 1944년 8월 3일 ~ )은 부산광역시 출생인 대한민국의 방송인이다. 1960년 경남고등학교를 나오고, 1963년 경남고등학교를 졸업을 한 후 서울대학교 사학과를 나왔다. 성균관대학교 행정대학원 언론정보학 석사이다.

## 경력
- 1970년 ~ 1989년 : KBS PD
- 1989년 ~ 1993년 : KBS 교양국장
- 1993년 ~ 1998년 : KBS 편성본부장
- 1999년 : SBS 제작본부장
- 2000년 ~ 2003년 : SBS 전무이사
- 2004년 ~ 2005년 : SBS 대표이사 부사장
- 2005년 : SBS 대표이사 사장
- 2005년 : 한국민영방송협회 회장 , 안양SBS스타즈 구단주
- 2007년 : SBS 부회장
- 2007년 6월 : 예술의전당 이사
- 2009년 : 동아일보 방송설립추진위원회 공동위원장
- 2011년 ~ 2012년 : 채널A 부회장

### 수상내역
- 2009년 : 제36회 한국방송대상 개인상부문 공로상 (방송인)

| 전임 송도균 | 제4대 서울방송 사장 2005년 4월 8일 ~ 2007년 3월 11일 | 후임 하금열 |